# Megamelus ornatipennis
Megamelus ornatipennis är en insektsart som beskrevs av Haupt 1927. Megamelus ornatipennis ingår i släktet Megamelus och familjen sporrstritar. Inga underarter finns listade i Catalogue of Life.